# 米兒扎·沙·阿巴斯
米兒扎·沙·阿巴斯（Mirza Shah Abbas Bahadur；1845年—1910年12月25日），莫臥兒帝國末代皇帝巴哈杜爾沙二世的王子。
他是巴哈杜爾沙最年幼的王子，1853年被立為王儲，但因印度1857年起義，他隨父親被英國人押往緬甸仰光監禁直到去世。莫臥兒帝國至此正式終結。